# Selisih Mara
Selisih Mara is een bestuurslaag in het regentschap Bener Meriah van de provincie Atjeh, Indonesië. Selisih Mara telt 213 inwoners (volkstelling 2010).